# Llista dels reis llombards
El Regne de Llombardia o Longobardia fou el territori que governaren els longobards a Itàlia entre els segles VI i viii. Estava format per trenta-sis ducats i comprenia el territori qua va dels Alps al riu Po, al nord d'Itàlia. A més, nominalment i ocasionalment de forma real, també en formaren part els ducats de Spoleto i Benevent, al sud de la península. La capital fou Pavia. S'incorporà al Regne Franc en ser conquerit per Carlemany, l'any 774

## Llista dels reis llombards

### Reis llegendaris
- Xava
- Agelmund
- Lamissió
- Ibor i Agió, germans, junts sota regència de la mare Gambara, van dirigir l'emigració des d'Escandinàvia
- Agilmund (fill d'Agió)
- Laiamicho

### Dinastia Letinga
- Letuc (vers 400), va regnar uns 40 anys
- Aldihoc o Hilduoc (meitat del segle V)
- Godehoc (vers 480), va dirigir als longobards cap a la moderna Àustria
- Claffó (vers 500)
- Tattó (començament del segle vi, mort vers 510); el seu fill Ildic o Hildegis va morir a l'exili al regne dels gèpids
- Waccho o Guacó (510-539?), fill de Zucchilo o Unichus (germà de Tattó)
- Gualtari (539?–546?), fill de Waccho, enderrocat per la casa dels Gausi.

### Dinastia gausiana
- 546-565 : Alduí (o Aldoí)
- 565-572 : Alboí (els llombards entren a Itàlia el 568)
- 572 (juliol-agost): Helmichis

### Dinastia de Clef
- 572-574 : Clef
- 474-584 : interregne, governen els ducats independents
- 584-590 : Autari
- 590-616 : Agilulf

### Dinastia bavaresa (1r cop)
- 616-626 : Adaloald

### Rei no dinàstic
- 626-636 : Arioald

### Dinastia harodingiana
- 636-652 : Rotari
- 652-653 : Rodoald

### Dinastia bavaresa (2n cop)
- 653-661 : Aripert I
- 661-662 : Godepert i Pertari (o Bertari)

### Dinastia beneventina
- 662-671 : Grimoald (Grimoald I de Benevent)
- 671-671 : Garibald

### Dinastia bavaresa (3r cop)
- 671-688 : Pertarit (retorna de l'exili)
- 688-689 : Alahis (rebel)
- 688-700 : Cunipert
- 700-701 : Liutpert
- 701-701 : Ragimpert
- 701-702 : Liutpert (2a vegada)
- 702-712 : Aribert II

### Reis no dinàstics
- 712-712 : Ansprand
- 712-744 : Luitprand
- 744-744 : Hildeprand
- 744-749 : Ratquis de Friül
- 749-756 : Aistulf de Friül
- 756-774 : Desideri d'Ístria